# ND Mozirje
ND Mozirje slovenski je nogometni klub iz Mozirja. U sezoni 2025./26. natječe se u Medobčinskoj članskoj ligi, četvrtom rangu slovenskog nogometnog sustava.
Klub je osnovan 1974. pod imenom NK Elkroj. U svojim ranim godinama natjecao se u nižim ligama, a vrhunac je imao od 1986. do 1990., kada je bio član Slovenske republičke lige, trećeg ranga jugoslavenskog nogometnog sustava.

Zbog ekonomskih problema klub nije bio aktivan od 1994. do 2000. godine, a 2007. godine mijenja ime u ND Mozirje.

## Vanjske poveznice
- Službene stranice (slov.)